# Дан самаца
Дан самаца (кин. 光棍节，традиционални карактер 光棍節, пинјин Guānggùn jié), такође познат као празник дуплих једанаестица, празник нежења, дан неприхваћених, јесте популаран празник забавног карактера међу омладином Кине која је поносна на то што нема партнера. Порекло овог празника долази из студентске и интернет културе. Овај дан истовремено служи и скретању пажње самаца са чињенице да су сами. Како велики број младих тада организује окупљања, на овај дан многи заправо имају прилику да пронађу партнера.
На Дан самаца сва велика предузећа (посебно она која се баве онлајн трговином) нуде промотивне попусте онима који славе празник. Почевши од 11.11.2009. године, кинеска онлајн продавница Таобао и њен огранак Тјенмао су биле прве које су започеле са промовисањем тзв. фестивала куповине. Од тада се остале онлајн продавнице постепено прикључују, па се тако Дан самаца постепено развија у празник куповине онлајн. Целодневни приход куповине дана 11.11.2012. године премашио је онај направљен за време америчког Сајбер понедељка, тиме поставши највећи празник куповине онлајн на свету.

## Порекло
Дан самаца је незванични и нетрадиционални празник, али је јако популаран на интернету и шире. Постоји више теорија о његовом настанку, а широко прихваћена је та да је настао на Универзитету у Нанђингу 1993. године. Четири студента четврте године су се сваке вечери окупљала у собама дома и разговарала о томе како да пронађу партнера. Кроз разговор, дошли су до идеје да је 11.11. погодан као дан за организовање неких активности којима би могли да обележе то што су самци, зато што се тај датум састоји од четири јединице, тј. четири самца. Од тада, Дан самаца се постепено развија као нека врста забаве на кампусу и шири се са Универзитета у Нанђингу на друге универзитете у свим деловима Кине. Како су ови студенти напуштали универзитете, празник се преко њих даље ширио у друштву. Уз ангажованост велике групе неожењених мушкараца и неудатих жена, уз помоћ друштвених мрежа, Дан самаца постао је тако популаран да је временом прерастао у неку врсту празника. 

## Обичаји
Дан самаца још увек нема утврђен начин слављења нити стандардизоване обичаје, те различити људи на различите начине прослављају овај дан. Међутим, активности којима се обележава углавном су окуплања, журке, куповина, састанци, венчања и сл. Што се тиче хране и пића, празнични оброк најчешће представљају два кинеска уштипка и једно јаје, или четири уштипка и једха земичка. Купују се или дарују предмети који симболизују четири јединице или су у вези са недостатком партнера, као на пример један пар кинеских штапића за јело. Путем СМС-а, на микроблоговима, ВиЧету и другим друштвеним платформама, збијају се шале и шаљу честитке на тему самоће и проналаска партнера, а тим путем се и упућују позиви на окупљања и састанке на слепо. Са друге стране, за брачне парове ове четири јединице представљају јединство, те су честе фразе „један муж-једна жена; један пар-једна породица“ и „један живот-један свет; једно срце-једна мисао“ којима се овај дан прославља као празник оданих партнера. Из тог разлога, немали број људи бира овај дан за добијање брачне дозволе. Неки млади људи овог дана прослављају и независност од родитеља. За све који славе, бројне компаније – посебно оне које се баве трговином онлајн – нуде промоције и снижења.

## Куповина
Компанија Алибаба је на својој е-продавници Таобао 11.11.2009. године по први пут нудила промотивне попусте, када се овај празник рекламирао као фестивал куповине. Од тада ће се сличне активности одржавати сваке године, а временом се и други сајтови за е-куповину као што су Ђиндунг, Амазон Кина, Сунинг, Гуомеј такође придружују овом подухвату. Кроз рекламе, медије и друштвене мреже, овај фестивал се брзо развија, искуснији корисници интернета користе празник да би купили велике количине квалитетне робе по повољним ценама.
Тако је Дан самаца полако постао празник куповине, а обрт новца од е-куповине расте из године у годину. Само тржни центар Таобао је на Дан самаца 2009. године зарадио 52 милиона јуана, да би 2010. године овај број порастао на 936 милиона јуана, а 2011. године на 5 милијарди и 200 милиона јуана. Продаје на сајту Тјенмао су 2013. године достигле 36 милијарди и 200 милиона јуана, а зарада од целокупне продаје на интернету у Кини достигла је 8 милијарди америчких долара, и тако направила два пута вишу зараду од е-куповине у САД на Сајбер понедељак и Црни петак. На Дан самаца 2015. године продаје на сајту Тјенмао достигле су 9 билиона 121 милијарду и 700 милиона јуана. Целокупна е-куповина у Кини је тада превазишла 10 билиона јуана, а истовремено је оборено девет Гинисових рекорда, укључујући број продатих мобилних телефона.

### Обрт новца
- 2016. година: 17.700.000.000.000 јуана, од којих Тјенмао имао удео од 12.070.000.000.000, док Ђиндунг 3.300.000.000.000 јуана
- 2015. година: 9.121.700.000.000 јуана
- 2014. година: 57.100.000.000 јуана
- 2013. година: 36.200.000.000 јуана
- 2012. година: 19.000.000.000 јуана
- 2011. година: 5.200.000.000 јуана
- 2010. година: 936.000.000 јуана
- 2009. година: 52.000.000 јуана

## Утицај
Огромна посећеност е-продавница 11. новембра представља притисак за сервере; странице се не могу учитати, а корисници не могу да закључе уплате. Што се тиче логистике, притисак на курирске компаније које се баве брзом доставом је велики – пошто је потражња велика, тешко је брзо или на време доставити пакете купцима, што самим тим чини кашњења и губитке пошиљки чешћим него уобичајено. Неки курири чак бирају да узму одсуство у овом периоду да би избегли притисак. Због тога, компаније које се баве доставом непосредно пред празник ојачавају своје превозне капацитете, а многе изнајмљују додатне авионе како би се успешно носили са повишеном потражњом.

## Критика
Група Алибаба планира да постане носилац права бренда дупле једанаестице, што укључује и називе „Дупле једанаестице“, „Фестивал дуплих једанаестица“, „Фестивал куповине-Дуплих једанаестица“ итд. Што је довело до спора Алибабе са другим компанијама које у том случају не би могле да користе дате фразе у слоганима.
Такође, постоје критике да је Дан самаца постао само празник е-куповине, те да је тако нестало изворно значење овог празника. Дан дупле једанаестице јесте донекле унео иновације у начин куповине, али се она и даље обавља по традиционалним принципима – малопродаје, с тима да на површину све више испливавају актуелни друштвени проблеми.